# Zahodnohercegovski kanton
Zahodnohercegovski kanton (bosansko Zapadnohercegovački kanton, hrvaško Županija Zapadnohercegovačka) je eden od desetih kantonov Federacije Bosne in Hercegovine v Bosni in Hercegovini.
Na severu meji na Kanton 10, na vzhodu na Hercegovsko-neretvanski kanton in na zahodu na Hrvaško. H kantonu spadajo mesti Široki Brijeg in Ljubuški ter občini Grude in Posušje. Po podatkih popisa prebivalstva iz leta 2013 ima kanton 94 898 prebivalcev, od katerih 98,8 % predstavljajo Hrvati.
Kanton kot svoja simbola uporablja zastavo in grb medvojne Hrvaške republike Herceg-Bosne, kar na ravni Federacije velja za neustavno, ker predstavljata samo enega od konstitutivnih narodov države. 